# 克羅皮
50°8′21″N 23°57′18″E / 50.13917°N 23.95500°E
克羅皮（烏克蘭語：Кропи），是烏克蘭西部的村莊，隸屬利維夫州的利維夫區。該村面積0.37平方公里，2001年該村落人口45，人口密度每平方公里121.62人。